# TEN Music Group
TEN Music Group är ett svenskt skivbolag. TEN Music Group grundades 2003 av Ola Håkansson och har sitt huvudkontor i Stockholm, Sverige. TEN Music Group är uppdelat i fyra underbolag: Record Company TEN, som är inspelningsbolaget; Artist Company TEN, som hanterar rättigheterna för artisterna; Publishing Company TEN, ett musikförlag; och Production Company TEN, som är produktionsbolaget med egna studios i Stockholms innerstad. 
TEN Music Group är verksamt i Sverige och USA med kontor i båda länderna.

## Artister
- Benjamin Ingrosso[2]
- Bishara
- Elliphant
- Erik Hassle
- Felix Sandman
- FO&O
- Heidi Musum
- Icona Pop
- I M Alec
- Leia
- Maria Hazell[3]
- Niki & The Dove
- Noak Hellsing
- Omar Rudberg
- Claudia Neuser
- Oscar Enestad
- Strandels
- Vera Hotsauce
- WDL[4]
- Zara Larsson[5]